# Keigo Numata
Keigo Numata (født 24. juli 1990) er en japansk fodboldspiller, som spiller for den japanske fodboldklub Zweigen Kanazawa.